# Intermarché-Wanty
Intermarché-Wanty ist ein belgisches Radsportteam im Straßenradsport mit Sitz in Tournai.

## Geschichte
Die Mannschaft wurde 2008 als Willems Veranda gegründet und nahm zunächst als UCI Continental Team an internationalen Radrennen, insbesondere der UCI Europe Tour teil. Zur Saison 2011 ging die Mannschaft erstmals als UCI Professional Continental Team an den Start. Nach der Auflösung des Vacansoleil-DCM übernahm dessen bisheriger Sportlicher Leiter Hilaire Van der Schueren die Mannschaft und Wanty wurde neuer erster Namenssponsor.
Nachdem der Inhaber der WorldTeam-Lizenz und der Betreiberfirma Continuum Sports LLC des polnischen UCI WorldTeams CCC Jim Ochowicz nach Rückzug des bisherigen Hauptsponsors keinen neuen Geldgeber akquirieren konnte, veräußerte er im September 2020 die Lizenz und die Betreibergesellschaft an die Betreibergesellschaft des seit der Saison 2020 Circus-Wanty Gobert genannte Team. Mit dieser Lizenz sollte das Team in die UCI WorldTour aufsteigen und Ochowicz das Team hierin unterstützen. Tatsächlich wurde die Mannschaft unter dem neuen Namen Intermarché-Wanty-Gobert Matériaux zur Saison 2021 als WorldTeam registriert. 2023 war die wallonische Ardent Group, die in mehreren europäischen Ländern Casinos unter dem Namen Circus betreibt, erneut für eine Saison Co-Titelsponsor des Teams.
Seit der Saison 2023 hat das Team mit Wanty-Re Uz-Technord auch ein eigenes Development Team. Zusätzlich ist das Cyclocross-Team Tormans CX in die Teamstrukturen integriert.

## Platzierungen in UCI-Ranglisten
UCI World Ranking
| World Ranking | World Ranking | World Ranking            | World Ranking |
| Jahr          | Teamwertung   | Einzelwertung            |               |
| ------------- | ------------- | ------------------------ | ------------- |
| 2016          | —             | Enrico Gasparotto (52. ) |               |
| 2017          | —             | Kenny Dehaes (83. )      |               |
| 2018          | —             | Andrea Pasqualon (60. )  |               |
| 2019          | 17.           | Guillaume Martin (45. )  |               |
| 2020          | 20.           | Aimé De Gendt (78. )     |               |
| 2021          | 14.           | Danny van Poppel (30. )  |               |
| 2022          | 5.            | Alexander Kristoff (8. ) |               |
| 2023          | 14.           | Rui Costa (38. )         |               |
| 2024          | 15.           | Biniam Girmay (9. )      |               |
|               |               |                          |               |
| Quelle: UCI   |               |                          |               |

UCI Africa Tour (bis 2018)
| Saison    | Mannschaftswertung | Einzelwertung        |
| --------- | ------------------ | -------------------- |
| 2009–2010 | –                  | –                    |
| 2011      | 16.                | Thomas Degand (112.) |
| 2012–2013 | –                  | –                    |
| 2014      | 6.                 | Roy Jans (44.)       |
| 2015      | 15.                | Tim De Troyer (115.) |
| 2016–2018 | –                  | –                    |

UCI America Tour (bis 2018)
| Saison    | Mannschaftswertung | Einzelwertung       |
| --------- | ------------------ | ------------------- |
| 2009–2012 | –                  | –                   |
| 2013      | 35.                | Will Routley (215.) |
| 2014–2016 | –                  | –                   |

UCI Asia Tour (bis 2018)
| Saison    | Mannschaftswertung | Einzelwertung           |
| --------- | ------------------ | ----------------------- |
| 2009–2010 | –                  | –                       |
| 2011      | 35.                | David Kemp (73.)        |
| 2012–2015 | –                  | –                       |
| 2016      | 73.                | Roy Jans (339.)         |
| 2017      | 79.                | Andrea Pasqualon (285.) |
| 2018      | 23.                | Boris Vallée (32.)      |

UCI Europe Tour (bis 2018)
| Saison | Mannschaftswertung | Einzelwertung          |
| ------ | ------------------ | ---------------------- |
| 2009   | 28.                | Stefan van Dijk (25.)  |
| 2010   | 9.                 | Stefan van Dijk (2.)   |
| 2011   | 14.                | Stefan van Dijk (6.)   |
| 2012   | 20.                | Steven Caethoven (39.) |
| 2013   | 26.                | Jempy Drucker (39.)    |
| 2014   | 2.                 | Jempy Drucker (12.)    |
| 2015   | 7.                 | Roy Jans (14.)         |
| 2016   | 1.                 | Kenny Dehaes (12.)     |
| 2018   | 1.                 | Kenny Dehaes (9.)      |
| 2018   | 3.                 | Timothy Dupont (3.)    |

UCI Oceania Tour (bis 2018)
| Saison | Mannschaftswertung | Einzelwertung     |
| ------ | ------------------ | ----------------- |
| 2017   | 12.                | Dion Smith (25.)  |
| 2018   | 19.                | Dion Smith (115.) |

## Mannschaft 2025
| Teamkader 2025            | Teamkader 2025     | Teamkader 2025 | Teamkader 2025                          |
| Name                      | Geburtsdatum       | Land           | Vorheriges Team                         |
| ------------------------- | ------------------ | -------------- | --------------------------------------- |
| Huub Artz                 | 14. Mai 2002       | Niederlande    | Wanty-Re Uz-Technord (2024)             |
| Louis Barré               | 6. April 2000      | Frankreich     | Arkéa-B&B Hotels (2024)                 |
| Kamiel Bonneu             | 1. August 1999     | Belgien        | Team Flanders-Baloise (2024)            |
| Vito Braet                | 2. November 2000   | Belgien        | Team Flanders-Baloise (2023)            |
| Francesco Busatto         | 1. November 2002   | Italien        | Circus-Re Uz-Technord (2023)            |
| Kevin Colleoni            | 11. November 1999  | Italien        | Team Jayco AlUla (2023)                 |
| Dries De Pooter           | 8. November 2002   | Belgien        | Hagens Berman Axeon (2022)              |
| Alexy Faure Prost         | 22. April 2004     | Frankreich     | Circus-Re Uz-Technord (2023)            |
| Biniam Girmay             | 2. April 2000      | Eritrea        | Delko (2021)                            |
| Kobe Goossens             | 29. April 1996     | Belgien        | Lotto-Soudal (2021)                     |
| Alexander Kamp            | 14. Dezember 1993  | Dänemark       | Tudor Pro Cycling Team (2024)           |
| Gerben Kuypers            | 1. Februar 2000    | Belgien        | Wanty-Re Uz-Technord (2024)             |
| Arne Marit                | 21. Januar 1999    | Belgien        | Sport Vlaanderen-Baloise (2022)         |
| Louis Meintjes            | 21. Februar 1992   | Südarfika      | NTT Pro Cycling (2020)                  |
| Hugo Page                 | 24. Juli 2001      | Frankreich     | Équipe continentale Groupama-FDJ (2021) |
| Tom Paquot                | 22. September 1999 | Belgien        | Bingoal Pauwels Sauces WB (2022)        |
| Simone Petilli            | 4. Mai 1993        | Italien        | UAE Team Emirates (2019)                |
| Adrien Petit              | 26. September 1990 | Frankreich     | TotalEnergies (2021)                    |
| Laurenz Rex               | 15. Dezember 1999  | Belgien        | Bingoal Pauwels Sauces WB (2022)        |
| Lorenzo Rota              | 23. Mai 1995       | Italien        | Vini Zabù-Brado-KTM (2020)              |
| Jonas Rutsch              | 24. Januar 1998    | Deutschland    | EF Education-EasyPost (2024)            |
| Dion Smith                | 3. März 1993       | Neuseeland     | BikeExchange-Jayco (2022)               |
| Gerben Thijssen           | 21. Juni 1998      | Belgien        | Lotto-Soudal (2021)                     |
| Luca Van Boven            | 6. Januar 2000     | Belgien        | Bingoal WB (2024)                       |
| Gijs Van Hoecke           | 12. November 1991  | Belgien        | Human Powered Health (2023)             |
| Roel van Sintmaartensdijk | 8. Mai 2001        | Niederlande    | Circus-Re Uz-Technord (2023)            |
| Georg Zimmermann          | 11. Oktober 1997   | Deutschland    | CCC Team (2020)                         |
| Taco van der Hoorn        | 4. Dezember 1993   | Niederlande    | Jumbo-Visma (2020)                      |
|                           |                    |                |                                         |
| Quelle: ProCyclingStats   |                    |                |                                         |